# باغ پیر (کرج)
باغ پیر روستایی از توابع بخش مرکزی شهرستان کرج در استان البرز ایران است. مردم روستای باغ پیر به زبان قدیم کرج یعنی تاتی سخن می‌گویند.

## جمعیت
این روستا در دهستان گرمدره قرار دارد و براساس سرشماری مرکز آمار ایران در سال ۱۳۸۵، جمعیت آن ۲۰۸ نفر (۵۷خانوار) بوده‌است.